# Palanta
Palanta este o arie protejată (arie specială de conservare — SAC, sit de importanță comunitară — SCI) din Slovacia întinsă pe o suprafață de 758,63 ha, integral pe uscat.

## Localizare
Centrul sitului Palanta este situat la coordonatele 48°37′49″N 20°55′03″E / 48.630278°N 20.9175°E.

## Înființare
Situl Palanta a fost declarat sit de importanță comunitară în octombrie 2011 pentru a proteja 5 specii de plante și 61 de specii de animale. Situl a fost protejat și ca arie specială de conservare în august 2011.

## Biodiversitate
Situată în ecoregiunea alpină, aria protejată conține 13 habitate naturale: Tufărișuri subcontinentale peripanonice, Formațiuni de Juniperus communis pe lande sau pajiști calcaroase, Păduri pe pante, grohotișuri și ravene de Tilio-Acerion, Pajiști carstice calcaroase sau bazofile, de Alysso-Sedion albi, Păduri de fag Luzulo-Fagetum, Pajiști uscate seminaturale și facies de acoperire cu tufișuri pe substraturi calcaroase (Festuco-Brometalia) (* situri importante pentru orhidee), Păduri de fag Asperulo-Fagetum, Pante stâncoase calcaroase cu vegetație casmofită, Păduri de fag din Europa Centrală dezvoltate pe sol calcaros cu Cephalanthero-Fagion, Păduri panonice cu Quercus pubescens, Pajiști panonice carstice (Stipo-Festucetalia pallentis), Pajiști stepice subpanonice, Peșteri inaccesibile publicului.
La baza desemnării sitului se află mai multe specii protejate:
- plante (5): Iris aphylla subsp. hungarica, Onosma tornensis, Pontechium maculatum subsp. maculatum, sisinei (Pulsatilla grandis), Thlaspi jankae
- păsări (50): uliu porumbar (Accipiter gentilis), uliu păsărar (Accipiter nisus), pițigoi codat (Aegithalos caudatus), fâsă de pădure (Anthus trivialis), Bombycilla garrulus, cocoșul de mesteacăn (Bonasa bonasia), buha (Bubo bubo), șorecarul comun (Buteo buteo), caprimulg (Caprimulgus europaeus), florinte (Carduelis chloris), cojoaica de pădure (Certhia familiaris), acvilă-țipătoare-mică (Clanga pomarina), botgros (Coccothraustes coccothraustes), porumbel gulerat (Columba palumbus), cuc (Cuculus canorus), ciocănitoare pestriță mică (Dendrocopos minor), ciocănitoare neagră (Dryocopus martius), presură de munte (Emberiza cia), presură galbenă (Emberiza citrinella), măcăleandru (Erithacus rubecula), vânturel roșu (Falco tinnunculus), muscar-gulerat (Ficedula albicollis), cinteză (Fringilla coelebs), Fringilla montifringilla, capîntortură (Jynx torquilla), Leiopicus medius, pițigoi de brădet (Parus ater), Parus caeruleus, pițigoi moțat (Parus cristatus), pițigoi mare (Parus major), pițigoi sur (Parus palustris), viespar (Pernis apivorus), pitulice de munte (Phylloscopus collybita), pitulice sfârâitoare (Phylloscopus sibilatrix), pitulice-fluierătoare (Phylloscopus trochilus), ciocănitoare verzuie (Picus canus), brumăriță de pădure (Prunella modularis), mugurarul (Pyrrhula pyrrhula), aușel cu cap galben (Regulus regulus), țiclete (Sitta europaea), turturică (Streptopelia turtur), huhurez mic (Strix aluco), huhurezul mic (Strix uralensis), graur (Sturnus vulgaris), silvie cu cap negru (Sylvia atricapilla), silvie-mică (Sylvia curruca), pănțărușul (Troglodytes troglodytes), mierlă (Turdus merula), sturz-cântător (Turdus philomelos), sturzul de vâsc (Turdus viscivorus)
- mamifere (11): liliac cârn (Barbastella barbastellus), lupul (Canis lupus), râs eurasiatic (Lynx lynx), liliac cu aripi lungi (Miniopterus schreibersii), liliac cu urechi de șoarece (Myotis blythii), liliac de iaz (Myotis dasycneme), liliac cărămiziu (Myotis emarginatus), liliac comun (Myotis myotis), liliacul mediteranean cu potcoavă (Rhinolophus euryale), liliacul mare cu potcoavă (Rhinolophus ferrumequinum), liliacul mic cu potcoavă (Rhinolophus hipposideros)

Pe lângă speciile protejate, pe teritoriul sitului au mai fost identificate 25 de specii de plante, 2 specii de amfibieni, 10 specii de mamifere, 5 specii de reptile.